# Boris (boek)
Boris (1966) is een jeugdboek van Jaap ter Haar. Het verhaal gaat over de 12-jarige Boris Makarenko tijdens het Duitse Beleg van Leningrad en begint in december 1942, als Leningrad al bijna 500 dagen is belegerd. Ondanks de ontberingen en verliezen waarmee Boris en zijn vriendinnetje Nadja te maken krijgen, blijven dromen en fantasieën een grote rol spelen in hun wereld. Dit leidt tot een ontroerend verhaal, waarin Jaap ter Haar de dilemma´s van vroeg-volwassen oorlogskinderen treffend weergeeft.

## Het verhaal
Boris’ vader is bij een voedseltransport over het bevroren Ladogameer gezonken met zijn vrachtwagen. Het boek begint met een angstdroom waarin Boris die dood van zijn vader herbeleeft.
’s Ochtends op weg naar de gaarkeuken komt Boris zijn vriendin Nadja tegen. Haar broer Serjozja en haar vader zijn die nacht overleden. De extra soep die ze met hun voedselbonnen in de gaarkeuken krijgt, deelt ze met Boris. Deze hoeveelheid soep waarmee Boris zijn zieke moeder wil verrassen, gaat jammerlijk verloren in de sneeuw door de drukgolf van een bom.

## De hongertocht
Nadja, die filmster wil worden, vertelt over een hoeveelheid ingekuilde aardappelen die volgens Serjozja op een akker buiten de stad moet liggen. Boris is bang dat hij door oom Wanja geëvacueerd wordt en zijn moeder daarbij in de steek moet laten. Hij hoopt met extra voedsel onder die dreiging uit te komen.
Boris en Nadja ondernemen samen de hachelijke tocht naar de rand van Leningrad. Zij belanden dodelijk vermoeid in het niemandsland, alwaar Nadja ineenstort en Boris ten einde raad is. Ze worden gevonden door een Duitse soldaat. Boris en Nadja krijgen verzorging van de Duitse soldaten. De twee worden daarna met de witte vlag overgedragen aan de Russische soldaten, die hun terug naar huis brengen en worst en brood meegeven. Boris weet aanvankelijk niet goed hoe hij met de sympathie voor deze Duitse soldaten moet omgaan. 
Deze dag blijkt achteraf de laatste dat Boris en Nadja elkaar ontmoet hebben.

## Nadja’s dagboek
Ook de moeder van Nadja overlijdt en terwijl ze daarover schrijft in haar dagboek, sterft Nadja Morozewa zelf. Samen met zijn moeder leest Boris passages uit het nagelaten dagboek van Nadja.
Zij bereidt zich daarin voor op de naderende dood die in haar omgeving al zo vaak is ingetreden. Verder schrijft Nadja over de schoonheid van Leningrad, de liefde voor de mensen om haar heen en de kolderieke dialogen met Boris.

## Het toneelstuk
Boris krijgt een uitnodiging voor een toneelstuk voor 2000 kinderen in het theater. Hij vertrouwt het niet helemaal en is bang dat zijn moeder in haar eentje wil sterven of dat het toneelstuk een dekmantel voor evacuatie is. Dat blijkt niet het geval en na het toneelstuk krijgen de kinderen een goede maaltijd. Boris bewaart de kotelet en het brood voor zijn moeder. Deze eet de kotelet met liefde en dank op. Die nacht heeft Boris voor het eerst een goede droom .

## Een doorbraak
Oom Wanja vertelt Boris dat er een wig door de Duitse linies is geslagen. Er komt meer voedsel in de stad en er zit zelfs een reep chocola bij de rantsoenen, die Boris zorgvuldig bewaart. Als er ontredderde en verslagen Duitsers door de stad trekken, voelt Boris dat hij iets terug moet doen voor de Duitse soldaten die hem en Nadja met gevaar voor eigen leven hadden gered. Hij worstelt zich door de menigte en geeft een gewonde Duitser zijn reep. Dit leidt tot gemengde reacties bij Russische burgers. Het verhaal eindigt met de goedkeurende woorden van een oude vrouw die zegt: “Wat hebben wij aan onze vrijheid, als we moeten leven in haat?”

## Naschrift
In december 1965 ontmoeten Boris Makarenko en Jaap ter Haar elkaar op de Peskaryovskoye begraafplaats in Leningrad, waar de slachtoffers van het beleg in grote massagraven te ruste waren gelegd. Boris verwerkt op deze plek de oorlog en vindt dat hij die al met al goed is doorgekomen. Hij citeert Nadja in haar dagboek: “Vrijheid begint pas als alle mensen gelukkig zijn…”
Boris vertelt dat Nadja toch nog filmster is geworden, omdat de documentaire film “Het beleg van Leningrad” begint met haar beeltenis en haar dagboek.